# Crockett Johnson
Pour les articles homonymes, voir Johnson.
Crockett Johnson (pseudonyme de David Johnson Leisk, né le 20 octobre 1906 et mort le 11 juillet 1975) est un auteur de bande dessinée, illustrateur et peintre américain, créateur de Barnaby (1942-1952).

## Biographie
Né à New York, Crockett Johnson a grandi dans le Queens. Il a étudié l'art à la  Cooper Union en 1924, puis à l'Université de New York en 1925. Il explique ainsi le choix de son pseudonyme : « Crockett est mon surnom d'enfant. Mon véritable nom est David Johnson Leisk. Leisk était trop difficile à prononcer… donc… je suis à présent Crockett Johnson ! ».
Il meurt d'un cancer des poumons en 1975.

## Livres pour enfants
Crockett Johnson a également dessiné les illustrations de quatre livres pour la jeunesse écrits par sa femme, Ruth Krauss. 

## Peintures mathématiques

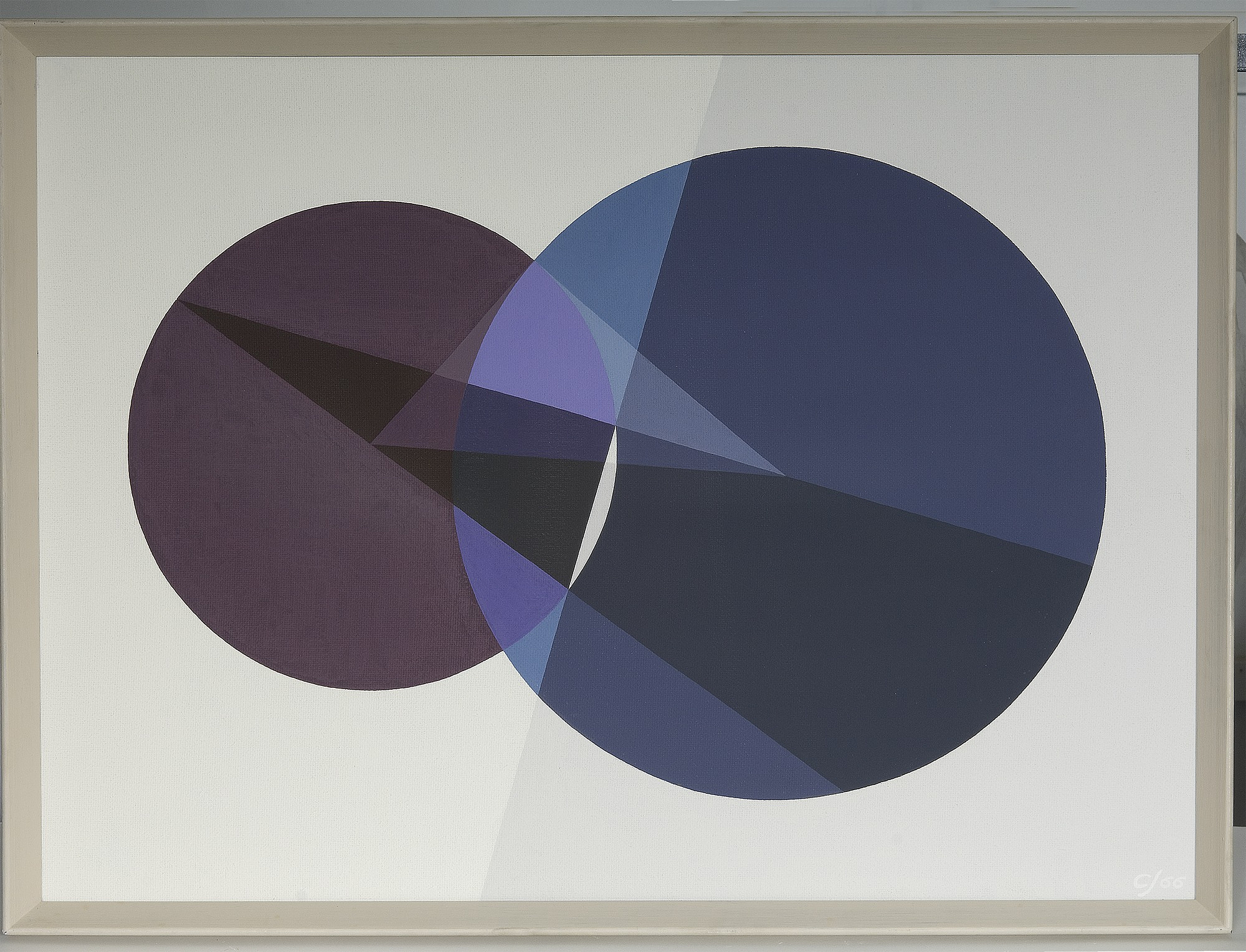
"Polar Line of a Point and a Circle (Apollonius)"

De 1965 à sa mort, Crockett Johnson a créé plus d'une centaine de peintures liées aux mathématiques ou à la physique. Johnson souhaitait différencier ses peintures de l'art contemporain en les basant sur des principes géométriques et non sur la forme pure. 
Quatre-vingts de ces toiles se trouvent dans les collections du Musée national d'histoire américaine. L'une de ces peintures représente la construction (qu'il a découverte) de l'angle{\displaystyle {\frac {\pi }{7}}} à l'aide de cure-dents.

## Publications

### Éditions américaines
- Barnaby (1943)
- Barnaby and Mr. O'Malley (1944)
- Ruth Krauss, The Carrot Seed (1945), illustrations de Johnson
- Harold and the Purple Crayon (1955)
- Is This You? (1955), écrit avec Ruth Krauss
- Franklyn M. Branley, Eleanoe K. Vaughn, Mickey's Magnet (1956), illustrations de Johnson[4]
- Barkis: Some precise and some speculative interpretations of the meaning of a dog's bark at certain times and in certain (illustrated) circumstances (1956)
- Harold's Fairy Tale (Further Adventures with the Purple Crayon) (1956)
- Harold's Trip to the Sky (1957)
- Terrible, Terrifying Toby (1957)
- Time for Spring (1957)
- Bernadine Cook, The Little Fish That Got Away (1957)
- Harold at the North Pole (1958)
- The Blue Ribbon Puppies (1958)
- Ellen's Lion: Twelve Stories (1959)
- The Frowning Prince (1959)
- Harold's Circus (1959)
- Will Spring Be Early? or Will Spring Be Late? (1959)
- A Picture for Harold's Room (1960)
- Harold's ABC (1963)
- The Lion's Own Story: Eight New Stories about Ellen's Lion (1963)
- We Wonder What Will Walter Be? When He Grows Up (1964)
- Castles in the Sand (1965), illustrations de Betty Fraser
- The Emperor's Gifts (1965)
- Barnaby #1: Wanted, A Fairy Godfather (1985)
- Barnaby #2: Mr. O'Malley and the Haunted House (1985)
- Barnaby #3: Jackeen J. O'Malley for Congress (1986)
- Barnaby #4: Mr. O'Malley Goes for the Gold (1986)
- Barnaby #5: Mr. O'Malley, Wizard of Wall Street (1986)
- Barnaby #6: J.J. O'Malley Goes Hollywood (1986)
- Magic Beach (2005), avec un commentaire de Maurice Sendak et une postface de Philip Nel
- Barnaby, Volume One: 1942-1943 (2013), postface de Chris Ware et essais de Jeet Heer, Dorothy Parker, et Philip Nel
- Barnaby, Volume Two: 1944-1945 (2014), postface de Jules Feiffer et essais de R.C. Harvey, Max Lerner, et Philip Nel

### Éditions françaises
- Harold et le crayon violet
- Barnaby, Actes Sud/L'An 2, 2015 - Sélection Patrimoine du Festival d'Angoulême 2016.